# James Aiona
James « Duke » Aiona né le 8 juin 1955 à Pearl City, Hawaï, est un homme politique hawaïen, membre du parti républicain. Il est lieutenant-gouverneur d'Hawaï de 2002 à 2010, en collaboration avec la gouverneure Linda Lingle.

## Biographie
James Aiona est d’origine hawaïenne et portugaise du côté de son père et chinoise du côté de sa mère. Sa mère était enseignante au primaire et son père était agent d’assurance-vie.
Il a fréquenté l'école St. Louis School, l'académie locale du diocèse d'Honolulu. Après avoir obtenu son diplôme d'études secondaires, Aiona a joué au basket-ball à l'université du Pacifique à Stockton dans l'État de Californie, où il a obtenu son baccalauréat en sciences politiques en 1977. Aiona est retournée à Hawaï et est diplômée de la William S. Richardson School of Law de l'université d'Hawaï à Manoa en 1981.

## Carrière
Faisant ses premiers pas dans la salle d'audience en tant que clerc de l'honorable Wendell K. Huddy, James Aiona savait qu'il voulait servir le peuple d'Hawaï. Il a d'abord été procureur adjoint, puis conseiller juridique adjoint supervisant les litiges pour la ville et le comté d'Honolulu. En 1990, Aiona a été nommé à la magistrature de l'État d'Hawaï en tant que juge du tribunal de la famille.
En 1996, alors qu'il occupait le poste de juge de la Cour de circuit, Aiona est devenu le premier juge administratif et le principal architecte du programme Drug Court à Hawaï. Le programme donne aux délinquants non violents la chance de rester en dehors de la prison grâce à une réadaptation active et efficace en matière de drogue.